# Mamestra meridiana
Mamestra meridiana là một loài bướm đêm trong họ Noctuidae.